# Sparkasse Aachen
Die Sparkasse Aachen ist eine öffentlich-rechtliche Sparkasse mit Sitz in Aachen. Sie ist die elftgrößte Sparkasse in Deutschland und die viertgrößte in Nordrhein-Westfalen
(Stand 31. Dezember 2021).Ihr Geschäftsgebiet umfasst die Städteregion Aachen.

## Organisationsstruktur
Die Sparkasse Aachen ist eine Anstalt des öffentlichen Rechts. Ihre Rechtsgrundlage ist das Sparkassengesetz. Ihre Organe sind der Vorstand und der Verwaltungsrat.

### Geschäftsstellen
Die Sparkasse unterhält 68 Geschäftsstellen:
- Stadt Aachen: 31
- Stadt Alsdorf: 3
- Stadt Baesweiler: 3
- Stadt Eschweiler: 4
- Stadt Herzogenrath: 3
- Stadt Monschau: 6
- Gemeinde Roetgen: 1
- Gemeinde Simmerath: 6
- Stadt Stolberg: 6
- Stadt Würselen: 3
- Mobile Filiale mit 24 Haltepunkten: 2

### Gremien
Dem Vorstand gehören fünf Personen an, Vorsitzender ist seit Januar 2018 Norbert Laufs. Er wurde 2008 erst stellvertretendes Mitglied, war im Sommer 2009 kurzzeitig einfaches Mitglied und anschließend bis Ende 2017 stellvertretender Vorsitzender.
Der Verwaltungsrat hat 15 Mitglieder. Ihm gehören u. a. Tim Grüttemeier, Städteregionsrat, Sibylle Keupen, Oberbürgermeisterin der Stadt Aachen, und Ulla Thönnissen an.

## Geschichte
Die erste Sparkasse der Stadt nahm am 1. Januar 1829 ihren Betrieb in der Region auf. Der Gedanke der Stadtväter, eine Sparkasse zu gründen, lässt sich mindestens auf das Jahr 1823 zurückdatieren. Die Sammlung von Statuten anderer Sparkassen lässt den Gründungsgedanken zu einer allmählichen Realisierung werden. Eine erste Etappe zur Verwirklichung stellt der 16. Januar 1828 dar, als der amtierende Oberbürgermeister Wilhelm Daniels einen Satzungsentwurf verfasste, welcher die Basis für die Bewilligung des Stadtrates am 19. Juli 1828 bedeutete.
Die Bezirksregierung genehmigte das Statut und forderte die Bürgermeisterei auf, dies in der Bevölkerung bekannt zu machen. Die für den 1. Dezember 1828 geplante Eröffnung der Sparkasse musste wegen Schwierigkeiten bei der Fertigstellung von Drucksachen auf Neujahr 1829 verschoben werden. Der Erfolg der Sparkasse war groß, so dass die geplante Befristung der Sparkasse bis zum Jahre 1834 aufgehoben wurde. Im selben Jahr eröffnet der Aachener Verein zur Beförderung der Arbeitsamkeit ebenfalls eine Sparkasse mit Sitz in Aachen, die jedoch auch Spar- und Prämienkassen betrieb.
Dieser dynamischen Konkurrenz folgt ein Rückgang des Einlagenbestandes der Sparkasse. Als Resultat dieses Rückgangs sowie der Staats- und Gesellschaftskrise von 1848 stellte die Sparkasse am Ende des Jahres 1851 ihren Betrieb ein.
Schon in den frühen 1950er Jahren des 19. Jahrhunderts wurde versucht, erneut eine Darlehenskasse zu gründen. Aber erst durch die Genehmigung des preußischen Innenministeriums am 28. November 1884 ermöglichte eine erneute Gründung. Somit konnte am 3. Juni 1885 die neu gegründete Darlehenskasse ihren Betrieb aufnehmen. Nach zehnjähriger Geschäftstätigkeit konnte die Darlehenskasse nun auch ihre Kompetenzen im Sparsegment anbieten. Dadurch wurde die Darlehenskasse am 7. Februar 1895 zur Darlehens- und Sparkasse des Landkreises.
Ebenfalls schon Mitte der 1880er Jahre wurde über eine erneute Gründung einer Städtischen Sparkasse nachgedacht, aber erst das 1900 in Kraft getretene Bürgerliche Gesetzbuch barg die Möglichkeit dazu. Die preußische Verordnung, dass Mundgeld nur noch bei staatlich bestimmten Kassen hinterlegt werden dürfen, war ein entscheidender Vorteil für die Städtische Sparkasse gegenüber der Sparkasse des Aachener Vereins. Am 16. Februar 1900 genehmigt die Stadtverordnung die Gründung einer Städtischen Sparkasse und stimmte am 24. August 1900 einer ersten Fassung der Satzung zu. Dies ist der Grundstein für die Gründung der Städtischen Sparkasse am 26. März 1901. Das erste Geschäftsjahr verlief für die Städtische Sparkasse positiv. Ende 1901 beliefen sich die Einlagen auf über 6,3 Millionen Goldmark. Bereits nach zehn Jahren übertraf sie mit einem Einlagenbestand von 25 Millionen Mark die wesentlich früher gegründete Kreissparkasse.

### Die Epoche der beiden Weltkriege

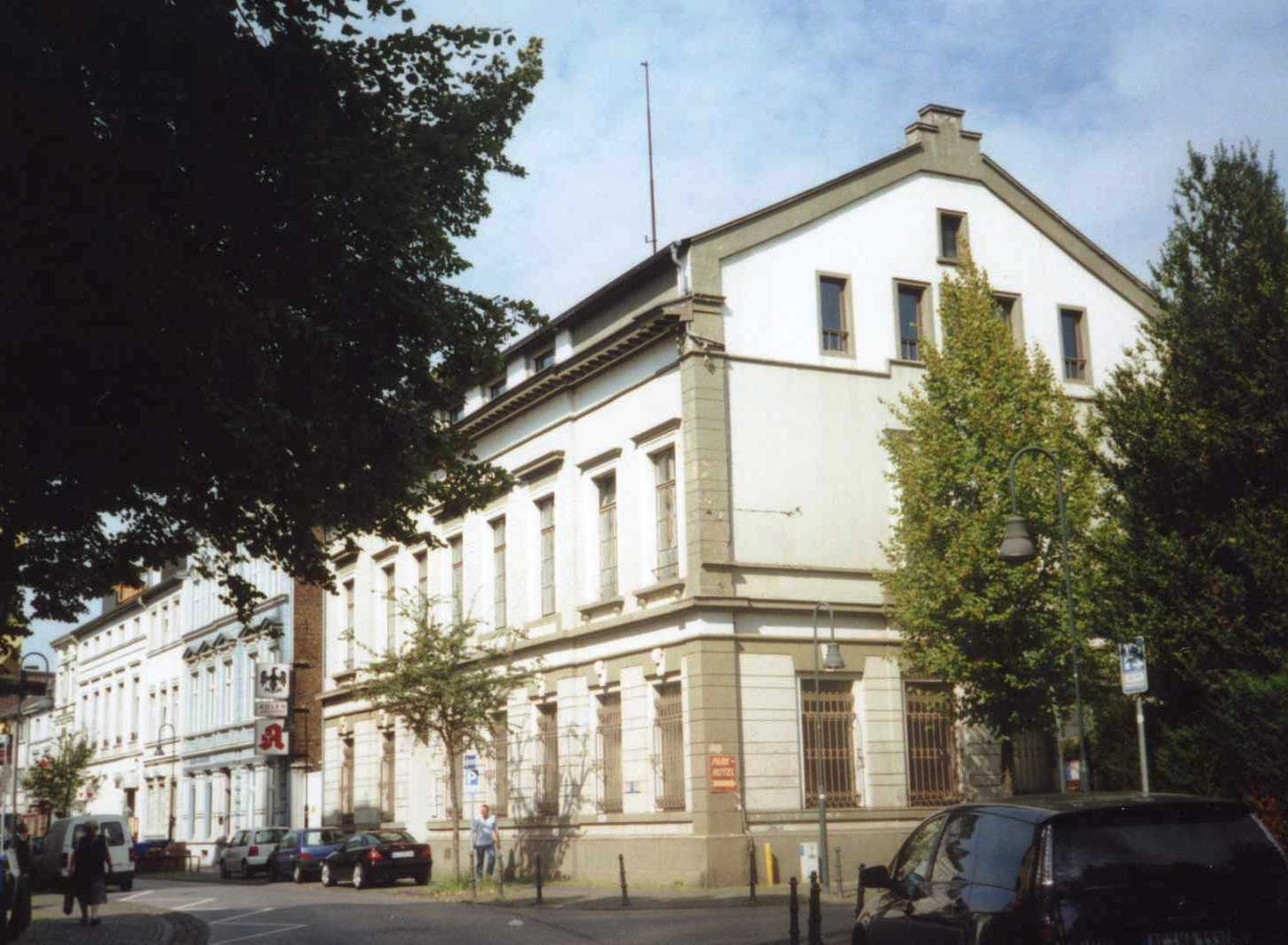
Kirschenhof: Sitz der Eschweiler Stadtsparkasse (1905–1942)

Der Ausbruch des Ersten Weltkrieges ermöglichte der Kreditwirtschaft die Vermittlung von Kriegsanleihen. Noch im selben Jahr begann die Stadtsparkasse mit dem Bau eines neuen Geschäftsgebäudes am Münsterplatz. 1918 konnte die Kreissparkasse 13 Zweigstellen verzeichnen. Die schwere Inflation 1922/1923 führte zu einer völligen Entwertung des Geldes und der Spareinlagen. So betrugen die Spareinlagen der Stadtsparkasse 23.417 Billionen Goldmark, welche jedoch durch die Einführung der Rentenmark als neue Währung auf 23.417 Goldmark reduziert wurden. Die 1834 gegründete Sparkasse des Aachener Vereins wurde 1923 liquidiert. Das Sparkassengeschäft übernahmen so die ansässigen Sparkassen im Regierungsbezirk Aachen. Um den Geschäftsverkehr im Dreiländereck zu erleichtern, eröffneten im April 1923 einige Sparkassen Geldwechselstuben. In den folgenden Jahren erlebten das Sparen und somit die Sparkassen durch die Revision der Reparationszahlungen und den Beginn der „Goldenen Zwanziger Jahre“ eine Renaissance, die erst durch den New Yorker Börsencrash 1929 gestoppt wurde. Trotz der einsetzenden Weltwirtschaftskrise konnte die Kreissparkasse 1930 eine neue Geschäftsstelle am Friedrich-Wilhelm-Platz eröffnen.
Sowohl die Weltwirtschaftskrise als auch die Bankenkrise ermöglichten es der Kreissparkasse, die Stadtsparkasse Stolberg am 1. November 1932 zu übernehmen. Der Zweite Weltkrieg führte zu einem Mangel an Konsum- und Investitionsmöglichkeiten und hielt die Bevölkerung zum Sparen an. Die Kreissparkasse konnte am 1. Oktober 1942 durch die Übernahme der 1905 gegründeten Stadtsparkasse Eschweiler ihr Filialnetz ausweiten. Somit existierten nur noch die Kreissparkasse Aachen und die Stadtsparkasse Aachen in Kreisgebiet. Nach dem Ende des Zweiten Weltkrieges konnten die Sparkassen bereits im Mai 1945 ihren Geschäftsbetrieb wieder aufnehmen.

### Nachkriegszeit und Wiederaufbau

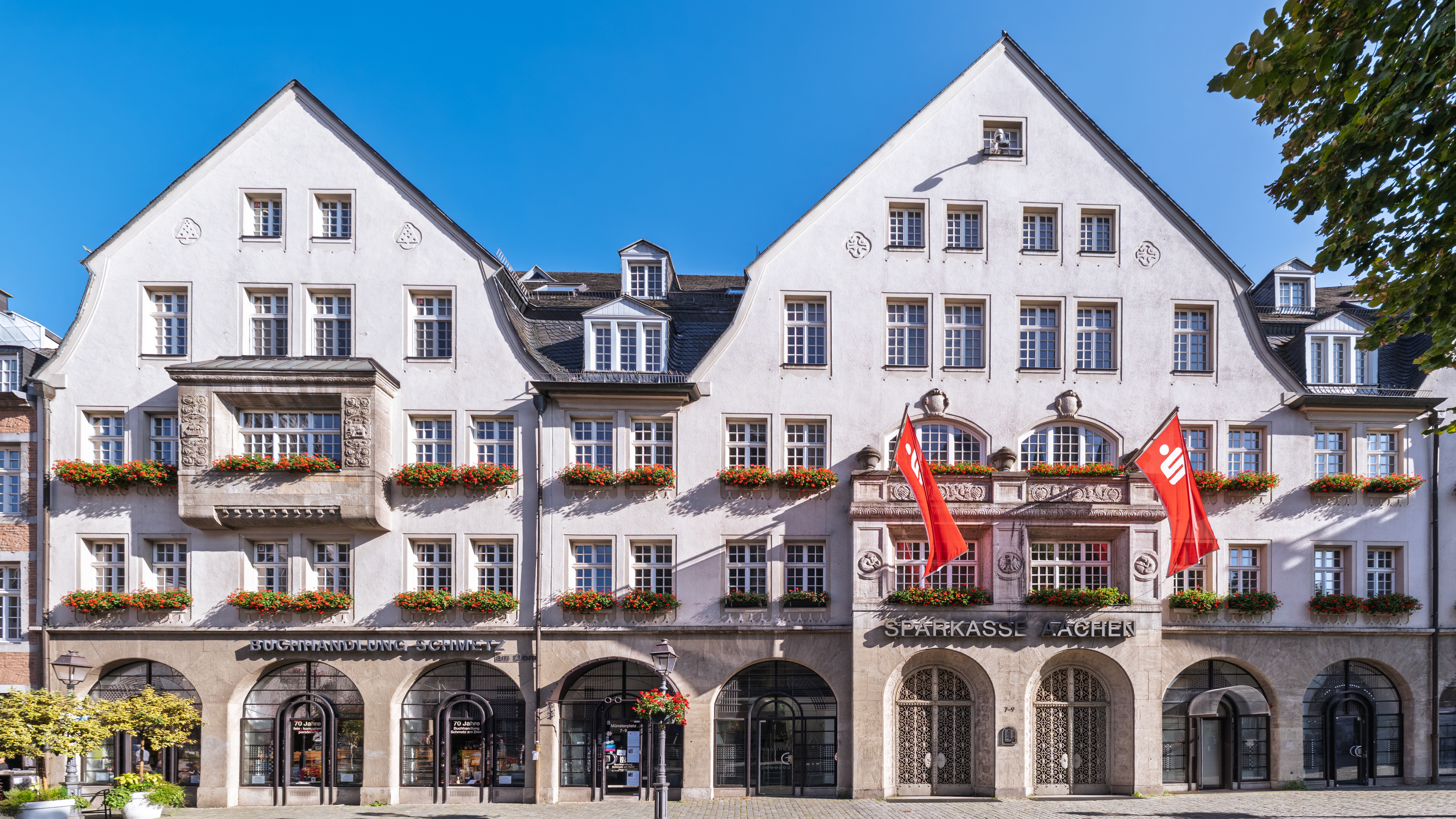
Zentrale am Münsterplatz in Aachen

Durch die Währungsreform 1948 und den schnellen Wiederaufbau zeichnet sich bereits in den 50er Jahren das Wirtschaftswunder ab. Das stetige Wirtschaftswachstum und die Vollbeschäftigung führen zu einem Anstieg des Spar- und Kreditgeschäfts der Sparkasse. In den folgenden Jahren verdichtete sich das Zweigstellennetz weiter. Am 1. April 1958 trat das „Gesetz über die Sparkassen- und Giroverbände“ in Kraft. Als Resultat gaben sich die Sparkassen eine neue Satzung. 1967 wurde ein Rechenzentrum eingerichtet und Scheckkarten für den vereinfachten Giroverkehr. Zwischen 1967 und 1975 eröffnete oder übernahm die Stadtsparkasse 15 neue Filialen. So betrieb sie 1975 bereits 42 Zweigstellen. Durch die Eingemeindung von 7 Gemeinden zum 1. Januar 1972 fielen teilweise auch ehemalige Filialen der Kreissparkasse der Stadtsparkasse zu. Um ein lückenloseres Filialnetz zu gewährleisten, wurde zudem eine mobile Filiale eingesetzt.
1978 dezentralisiert die Stadtsparkasse die Kundenbetreuung. Zudem wurde im selben Jahr der erste Geldautomat in Betrieb genommen. 100 Jahre nach der Gründung der Darlehenskasse konnte die Kreissparkasse 1985 über eine halbe Million Kundenkonten zählen und 3,3 Mrd. DM Bilanzvolumen ausweisen. Die Kreissparkasse besaß 1985 62 Geschäftsstellen und besetzte über 1000 Arbeitsplätze. Die ersten Kontoauszugsdrucker stammen aus dieser Zeit.

### 1990 bis heute
Am 1. Januar 1993 fusionierten die Stadtsparkasse Aachen und die Kreissparkasse Aachen zur heutigen Sparkasse Aachen. Das neue Institut zählte mit einer Bilanzsumme von über 10 Milliarden DM zu den großen Sparkassen der Bundesrepublik Deutschland. Im gleichen Jahr wurde auch die Sparkassen-Immobilien GmbH aufgebaut. Neben der Vermittlung von Immobilien bietet diese in Kooperation mit den Städten und Kommunen auch die Entwicklung von Grundstücken an. Seit 1997 besteht das zweite Tochterunternehmen, die S-Finanz GmbH Bausparen – Versicherungen. 
Im Jahr 1995 gründete die Sparkasse Aachen – als Pendant zur bereits bestehenden Jugend- und Kulturstiftung (Gründungsjahr 1972) für die Stadt Aachen – die Kulturstiftung. Diese verfolgt in den Kommunen der Städteregion Aachen ausschließlich unmittelbar gemeinnützige und mildtätige Zwecke. Die drittgrößte Stiftung der Sparkasse Aachen, die Bürgerstiftung für die Region Aachen – Kultur, Kunst und Wissenschaft, wurde im Jahr 2001 errichtet. Sie verfolgt das Ziel insbesondere hochtalentierte und individuell begabte Schüler sowie junge Erwachsene aus der Region zu fördern.
In den Jahren 1997, 2007, 2012 und 2018 wurden vier Fonds zur Unterstützung der regionalen Gründer beim Aufbau von technologieorientieren Unternehmen auferlegt. Die Sparkasse Aachen ist bei diesen eine der größten Kapitalgeberinnen. Durch die Hochschulkooperation, der Präsenz am Campus Melaten der RWTH Aachen und den Beteiligungen an den Technologiezentren trägt die Sparkasse Aachen zum Gründungsklima und zur Weiterentwicklung des Wirtschafts- und Wissenschaftsstandortes der Region bei.
Zum Stichtag 31. Dezember 2022 waren 1.677 Mitarbeiter beschäftigt, davon 132 Auszubildende.
Im Januar 2017 wurde die Sparkasse Aachen vom Deutschen Institut für Bankentests als beste Bank Deutschlands ausgezeichnet.

### Wirtschaftliche Entwicklung
|                               | 2006    | 2007    | 2008    | 2009    | 2010    | 2011    | 2012    | 2013    | 2014     | 2015     | 2016     | 2017   | 2018   | 2019    | 2020    | 2021   | 2022   |
| ----------------------------- | ------- | ------- | ------- | ------- | ------- | ------- | ------- | ------- | -------- | -------- | -------- | ------ | ------ | ------- | ------- | ------ | ------ |
| Bilanzsumme (Mio. Euro)       | 9.355,1 | 9.119,1 | 9.649,5 | 9.240,6 | 9.301,1 | 9.546,3 | 9.452,5 | 9.826,3 | 10.019,3 | 10.141,3 | 10.652,6 | 11.108 | 11.298 | 12.062  | 13.302  | 15.237 | 14.618 |
| Einlagen (Mio. Euro)          | 7.062,2 | 7.169,0 | 7.378,4 | 7.256,5 | 7.221,7 | 7.211,7 | 7400,4  | 7.317,0 | 7.484,1  | 7.583,2  | 7.884,0  | 8.349  | 8.602  | 9.184,8 | 9.608,5 | 10.910 | 11.145 |
| Kredite an Kunden (Mio. Euro) | 5.582,1 | 5.664,5 | 5.873,7 | 6.038,3 | 6.266,9 | 6.557,7 | 6771,5  | 6.850,4 | 7.104,8  | 7.342,8  | 7.650,0  | 7.868  | 8.081  | 8.315,5 | 8.624,7 | 9.457  | 10.109 |
| Mitarbeitende                 | 2.177   | 2.124   | 2.101   | 2.108   | 2.096   | 2.046   | 2.036   | 2.058   | 2.071    | 2.047    | 1.966    | 1.911  | 1.842  | 1.700   | 1.690   | 1.750  | 1.677  |